# Carlos Cañeque
Carlos Cañeque Solá (Barcelona, 1957) es un escritor y director de cine español.

## Biografía
Carlos Cañeque se licenció en Filosofía en la Universidad Autónoma de Madrid y en Sociología y Ciencias Políticas en la Complutense de esta misma ciudad. Después de cursar un máster en la Universidad de Yale, se doctoró con una tesis titulada Dios en América: Una aproximación al conservadurismo político-religioso en los Estados Unidos (Península. 1988). Es profesor titular de Teoría Política en la Universidad Autónoma de Barcelona y en 1997 ganó el premio Nadal con la novela Quién. Tanto sus cuatro novelas como sus tres películas discurren en el ámbito de la “metaficción” y tienden a plantear con ironía corrosiva algunos temas como el proceso creativo, el narcisismo delirante, el erotismo y la religión. 
En 1995 publicó un libro de entrevistas sobre Jorge Luis Borges Conversaciones sobre Borges. De este libro y de este autor surge su primera novela Quién, que ha sido celebrada por destacados profesores de literatura extranjeros (Sarmati, Amago, Kunz), así como por autores españoles como Fernando Savater y Pere Gimferrer, quién declaró que “es la novela más insólita y divertida de la historia del premio Nadal”. 
Su segunda novela, Muertos de amor, fue llevada al cine en 2013 por Mikel Aguirresarobe y protagonizada por Javier Veiga, Marta Hazas, Ramón Esquinas e Iván Massagué.
Sus tres películas, Queridísimos intelectuales de 2011, La cámara lúcida de 2012 y Sacramento de 2015, forman una trilogía sobre el placer y el dolor que transita desde el documental hasta la ficción. Estas se caracterizan por su humor ácido y por ofrecer una estética (con dirección artística de Maite Grau) en la que los actores aparecen en blanco y negro sobre fondos en color. Ha compuesto e interpretado con el piano la música de sus películas, escribió sus guiones y, en las dos últimas, actuó en los papeles protagonistas.
Su tercera película, Sacramento, contrapone a un cura que se vuelve loco, interpretado por el propio Cañeque, con un Don Juan implacable y sádico (Tony Corvillo). El profesor e historiador del cine Román Gubern declaró que Sacramento le recuerda mucho al Luis Buñuel de la última etapa francesa.

## Obra literaria

### Novela
- Quién (premio Nadal. Destino. 1997)
- Muertos de amor (Destino. 1999)
- Conductas desviadas (Espasa. 2002)
- La sociedad de los personajes inacabados (Funambulista. 2019)
- Jorge Pujols en el laberinto de su Purificación (Ediciones El Criticón, 2020)

### Libros de entrevistas
- Bienvenido Mr Berlanga (con Maite Grau). Destino, 1993
- Conversaciones sobre Borges. Destino, 1995
- Cioran: el pesimista seductor (con Maite Grau). Sirpus, 2007

### Cuentos infantiles
- El pequeño Borges imagina la Biblia (Sirpus 2001)
- El pequeño Borges imagina la Odisea (Sirpus 2001)
- El pequeño Borges imagina El Quijote (Sirpus 2002)

### Ensayos y artículos
- Dios en América: una aproximación al conservadurismo político-religioso en los Estados Unidos. Península 1988
- El pensamiento político en sus textos: de Platón a Marx. (con Juan Botella y Eduardo Gonzalo). Tecnos, 1994.
- Teorías y métodos (en Fundamentos de Ciencia Política. Comp. Manuel Pastor) Mc Graw Hill, 1994
- El fundamentalismo norteamericano (en Ideologías y movimientos políticos contemporáneos, comp. Juan Antón). Tecnos 1998.
- El catolicismo americano y el caso de las elecciones de J. F. Kennedy. Revista de política comparada, n 8. 1982
- Harold Bloom o el parricidio de la dialéctica continental. Los cuadernos del norte. Febrero, 1984
- La certera mirada de Javier Tomeo. ACEC n. 25. 2006
- Dios nos ha enviado a Reagan y otros artículos de Cañeque en El País.
- Freud y Kafka en El verdugo. Congreso Homenaje a Berlanga, 20 de noviembre de 2009. Ciudad de la Luz. Alicante.
- La derecha cristiana en USA. Sistema, n 63. Noviembre 1984
- La gauche diabolique. En Cadaqués, contado por... Asociación Unesco. 2002
- El nuevo cristianismo norteamericano. FRC, n 7. 2003

## Filmografía
- Carisma (corto, 1982)
- Queridísimos intelectuales (del placer y el dolor) (documental, 2011)
- La cámara lúcida (falso documental, 2012)
- Sacramento (ficción) (2015)

## Premios y distinciones
- Premio Nadal 1997 por Quién.
- Sección oficial del Festival de cine de Málaga 2011 por Queridísimos intelectuales (del placer y el dolor).
- Sección oficial del Festival Internacional de Sitges 2015 por Sacramento
- Seleccionado en el Festival de Mar del Plata 2015 por Sacramento
- Miembro de la Biblioteca Quijotesca. Espéculo. 1997
- Ponente en el Congreso Homenaje a Berlanga 2009. Ciudad de la Luz. Alicante.
- Ponente en el III Congreso sobre “Los medios y la metaficción” Laussane 2015 (Mi “novelícula” metaficcional: Quién y La cámara lúcida).